# Israelische Zentralbank

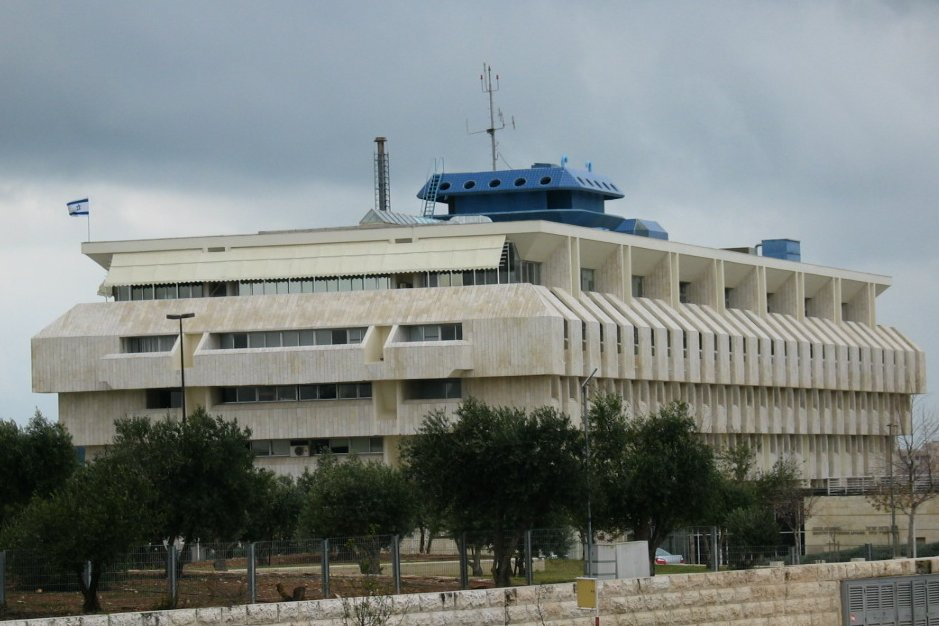
Jerusalem: Gebäude der Bank Jisraʾel, 1979–81 von Vater und Sohn Arjeh und Eldar Scharon

Die Bank of Israel (hebräisch בַּנְק יִשְׂרָאֵל Bank Jisraʾel, arabisch بنك إسرائيل Bank Isrāʾīl) ist die Zentralbank Israels. Ihr Sitz ist in Jerusalem, eine Zweigstelle besteht in Tel Aviv.

## Geschichte
Die Ausgabe von Banknoten wurde nach der Unabhängigkeit Israels 1948 der Anglo-Palestine Bank übertragen, die sich 1950 in Bank Leʾummi umbenannte. Die Geldpolitik und die Bankenaufsicht verblieb beim Finanzministerium.
Die Bank of Israel wurde am 24. August 1954 durch ein entsprechendes Gesetz der Knesset geschaffen, die damit die Verantwortung für die Geldpolitik und die Regulierung des Marktes übernahm. Der von 1934 bis 1946 als Rechtsberater der Jerusalemer Privatbank tätig und seit 1954 Mitglied der Bank of Israel gewesene Jurist und Bankenberater Jitzchak Ernst Nebenzahl (* 1907 in Frankfurt am Main; gestorben 1992 in Jerusalem), gehörte von 1957 bis 1961 dem Rat und Ausschuss der Bank an, bevor er 1961 Staatskontrolleur Israels wurde. Die Kontrolle über den Währungsumtausch verblieb bis 1978 beim Ministerium. Vollständig von der Regierung unabhängig wurde die Bank erst 1985 und seit 1992 richtet sich die Bank in ihrer Geldpolitik an das Stabilitätsziel von derzeit 1–3 % Inflation, das von der israelischen Regierung festgesetzt wird. Die Bank verwaltet außerdem die Devisenreserven Israels.
Die israelische Zentralbank hat im September 2019 den Geschäftsmänner Marius Nacht, Mitbegründer der Softwarefirma Check Point und Amnon Schaschua, Gründer von Mobileye dem Weltmarktführer für Unfallpräventionssysteme, autorisiert, eine neue Bank zu schaffen. Es ist das erste Mal in mehr als vier Jahrzehnten, dass eine solche Lizenz vergeben wurde. Als Konzept stellen sich die beiden Geschäftsleute eine Direktbank vor, die auf Filialen verzichtet. Der Fokus soll auf Privathaushalte liegen. Die Zentralbank hofft, dass die neue Bank Wettbewerb und Innovationen in den Bankensektor Israels bringt.

## Präsidenten der Bank
- David Horowitz, 1954–1971
- Moshe Sanbar, 1971–1976
- Arnon Gafni, 1976–1981
- Moshe Mendelbaum, 1982–1986
- Michael Bruno, 1986–1991
- Jacob A. Frenkel, 1991–2000
- David Klein, 2000–2005
- Stanley Fischer, 2005–2013
- Karnit Flug, 2013–2018
- Amir Yaron, 2018–lfd.

## Entscheidungsfindung
Im Gegensatz zu anderen Zentralbanken hat allein der Gouverneur die Entscheidung über die Zinsen.
Er wird allerdings vorher durch zwei Gremien beraten. Das erweiterte Forum besteht aus dem Gouverneur, seinem Stellvertreter und den Abteilungsdirektoren, sowie den vortragenden Experten der Abteilungen. Danach diskutiert das engere Forum ohne die Experten, es findet aber keine Abstimmung statt.

## Leitzins
Seit 2011 liegt der Leitzins der israelischen Zentralbank bei 0,10 Prozent. Am 26. November 2018 wurde er auf 0,25 Prozent erhöht.